# 山姆·懷特洛克
山姆·懷特洛克（英語：Sam Whitelock；1988年10月12日—）是一位新西蘭橄欖球運動員。他是新西蘭國家橄欖球隊的一員，代表新西蘭參加了2015年世界盃橄欖球賽。